# 1355
سنة 1355 كانت سنة بسيطة تبدأ يوم الخميس (الرابط يظهر نموذج التقويم الكامل للسنة) من التقويم اليولياني.

## أحداث
- تأسيس مدينة فيسوكو وتقع حاليا في البوسنة والهرسك.

## مواليد
- ميرتشا العجوز

## وفيات
- إينيس دي كاسترو
- تقي الدين السبكي
- لودفيكو ملك صقلية